# Barry Foster
Barry Foster, född 21 augusti 1927 i Beeston i Nottinghamshire, död 11 februari 2002 i Guildford i Surrey, var en brittisk skådespelare. En av Barry Fosters mest kända roller är som mördare i filmen Frenzy regisserad av Alfred Hitchcock.

## Filmografi
- 1958 – Dunkerque - Helvetesstranden
- 1958 – Desert Patrol
- 1960 – Kronan på verket
- 1964 – För kung och fosterland
- 1967 – Rånet
- 1968 – Twisted Nerve
- 1969 – The Guru
- 1970 – Ryans dotter
- 1972 – Frenzy
- 1973 – Divorce His - Divorce Hers
- 1977 – Sweeney!
- 1978 – De vilda gässen
- 1982 – Vinnare och förlorare (TV-serie)
- 1982 – Hetta
- 1982 – En kvinna kallad Golda
- 1983 – Ett expertvittnes död
- 1984 – Operation kidnappning
- 1986 – Mullvaden
- 1986 – Hotel du Lac
- 1987 – Maurice
- 1989 – Kommissarie Morse - Sista fienden